# Saint-Léon (Allier)
Saint-Léon è un comune francese di 612 abitanti situato nel dipartimento dell'Allier della regione dell'Alvernia-Rodano-Alpi.

## Società

### Evoluzione demografica
Abitanti censiti